# 安特卫普大广场

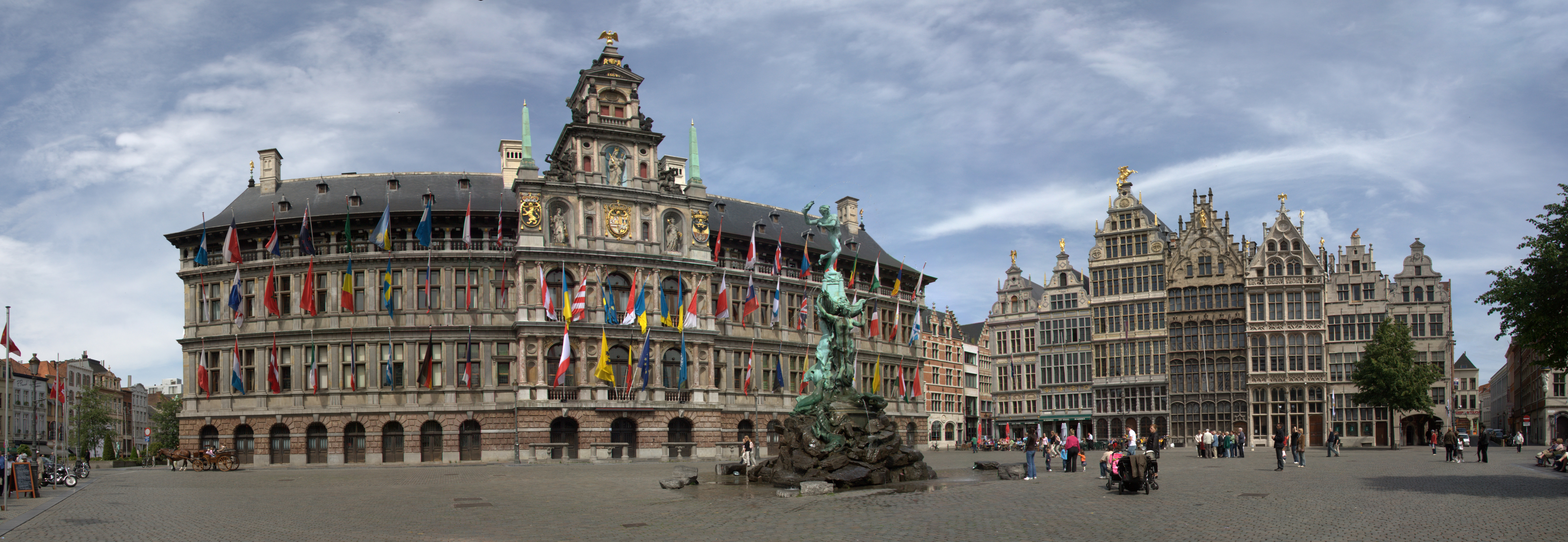
安特卫普大广场

安特卫普大广场（Grote Markt van Antwerpen）是比利时安特卫普的一个广场，位于老城，距离斯海尔德河步行可到。广场上有许多商会。
安特卫普大广场有： 
- 安特卫普市政厅
- 旅游协会
- 圣乔治商会（Sint-Joris Gildehuis，大广场7号）和大猎鹰（Valk，大广场11号）
- 布拉博喷泉（Brabofontein）

广场上有许多餐馆和咖啡馆。在冬季有圣诞市集和溜冰场。

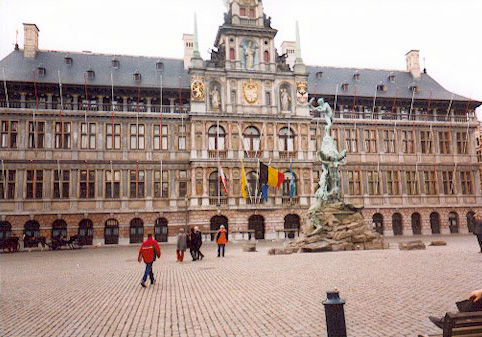
市政厅与布拉博喷泉

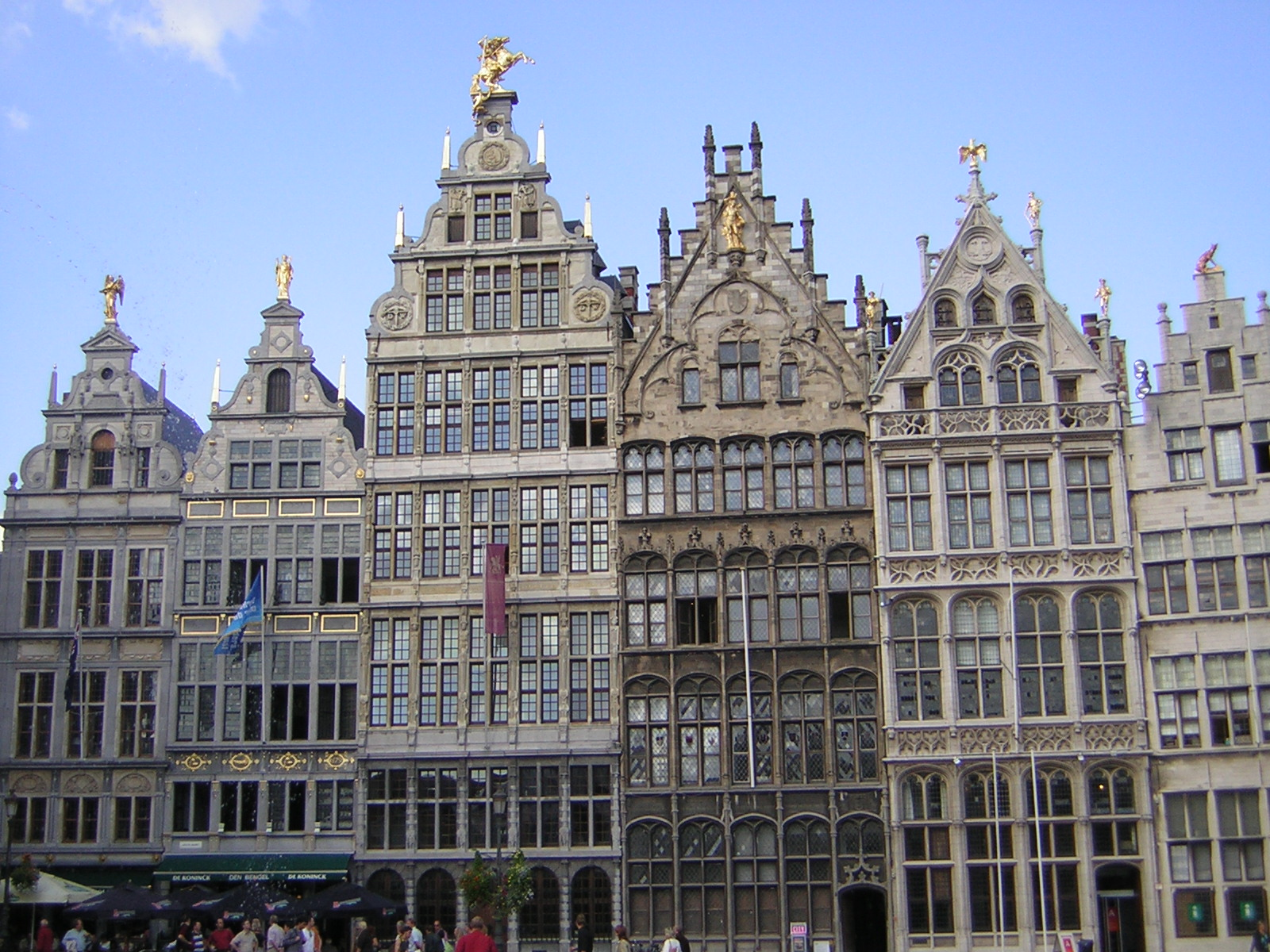
商会

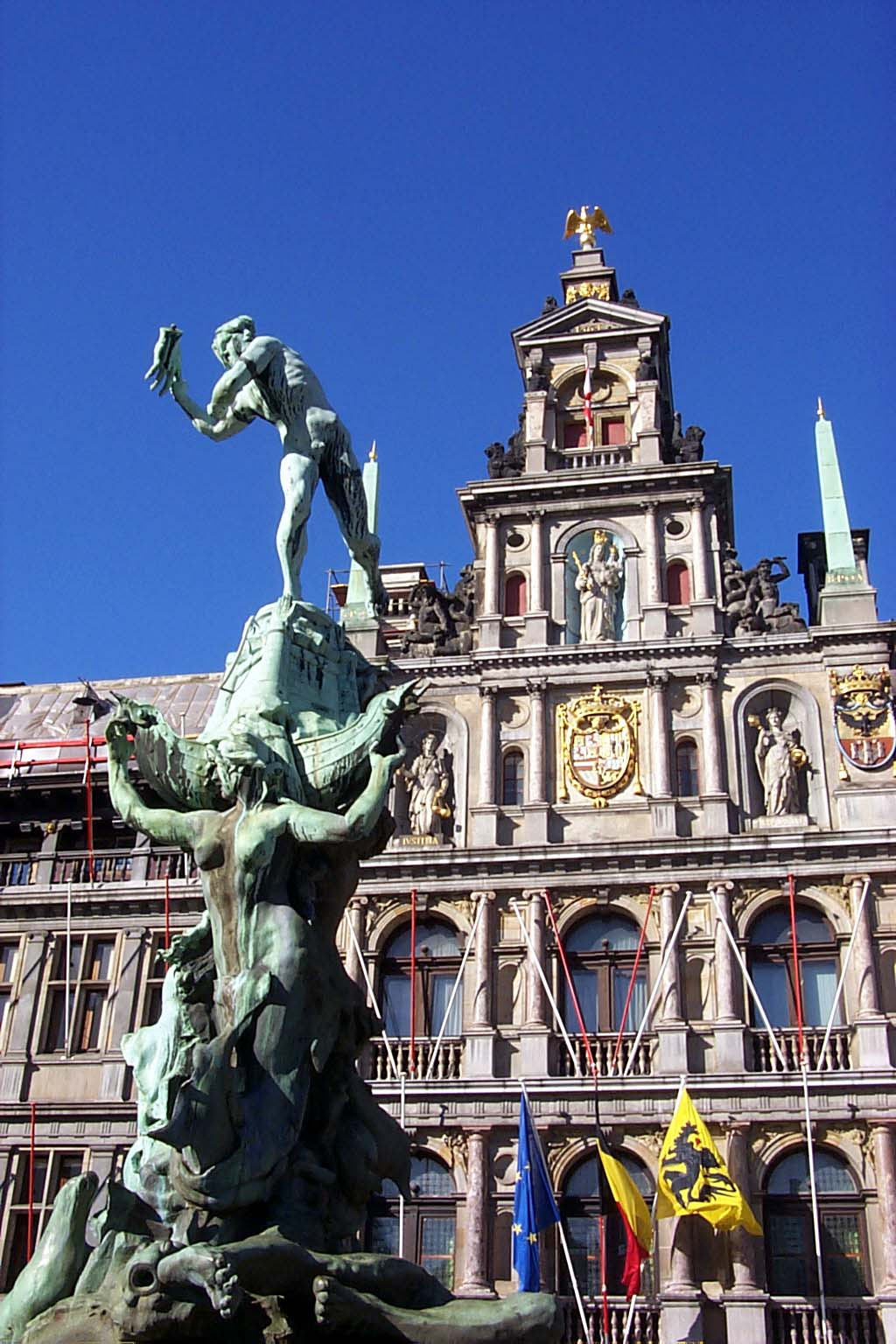
市政厅与布拉博喷泉